# Ginnastica artistica agli XI Giochi del Mediterraneo
Il programma di ginnastica artistica ai XI Giochi del Mediterraneo è stato articolato prevedendo l'assegnazione di un totale di 14 medaglie d'oro. I dominatori dei giochi in questo sport sono stati l'italiano Jury Chechi in campo maschile, vincitore di sei medaglie d'oro su otto gare in programma, e la spagnola Eva Rueda, vincitrice di cinque medaglie d'oro su sei gare in programma. In questi giochi le specialità per la ginnastica artistica sono state:
- Concorso individuale (maschile e femminile)
- Concorso a squadre (maschile e femminile)
- Corpo libero (maschile e femminile)
- Cavallo a maniglie (maschile)
- Anelli (maschile)
- Volteggio (maschile e femminile)
- Parallele asimmetriche (femminile)
- Parallele simmetriche (maschile)
- Sbarra (maschile)
- Trave (femminile)

## Podi

### Uomini
| Evento                | Oro                                                               | Perform. | Argento                                                                         | Perform. | Bronzo                                                              | Perform. |
| Ginnastica artistica  |                                                                   |          |                                                                                 |          |                                                                     |          |
| Concorso individuale  | Jury Chechi                                                       | 57,800   | Jean-Claude Legrand                                                             | 57,700   | Paolo Bucci                                                         | 57,650   |
| Concorso a squadre    | Italia Paolo Bucci Jury Chechi Ruggero Rossato Nicola Bernardelli | 171,800  | Francia Jean-Claude Legros Patrick Mattioni Christian Chevallier Olivier Marcus | 170,250  | Spagna Alfonso Rodríguez Miguel Angel Rubio Alberto Bravo José Miro | 167,750  |
| Corpo libero          | Jury Chechi                                                       | 9,600    | Charalambos Kakalis                                                             | 9,550    | Jean Claude Legros                                                  | 9,550    |
| Cavallo a maniglie    | Jean-Claude Legros                                                | 9,662    | Khalid Sadir                                                                    | 9,600    | Pandelis Tahtelenidis                                               | 9,487    |
| Anelli                | Jury Chechi                                                       | 9,800    | Ruggero Rossato                                                                 | 9,737    | Olivier Marcus                                                      | 9,675    |
| Volteggio             | Jury Chechi                                                       | 9,750    | Jean-Claude Lengros                                                             | 9,737    | Paolo Bucci                                                         | 9,737    |
| Parallele simmetriche | Jury Chechi                                                       | 9,700    | Paolo Bucci                                                                     | 9,575    | Pandelis Tahtelenidis                                               | 9,550    |
| Sbarra                | Alfonso Rodríguez                                                 | 9,787    | Christian Chevalier                                                             | 9,675    | Paolo Bucci                                                         | 9,662    |

### Donne
| Evento                 | Oro                                                            | Perform. | Argento                                                               | Perform. | Bronzo                                                              | Perform. |
| Ginnastica artistica   |                                                                |          |                                                                       |          |                                                                     |          |
| Concorso individuale   | Karine Mermet                                                  | 39,500   | Silvia Martínez                                                       | 39,250   | Chiara Ferrazzi                                                     | 39,050   |
| Concorso a squadre     | Spagna Eva Rueda Silvia Martínez Elena Romero Alicia Fernandez | 118,050  | Italia Carmen Falzarano Chiara Ferrazzi Stefania Copelli Giulia Volpi | 116,450  | Francia Karine Mermet Karine Boucher Jenny Rolland Virginie Machado | 116,350  |
| Corpo libero           | Eva Rueda                                                      | 9,950    | Nikoletta Antoniadou                                                  | 9,937    | Karine Mermet                                                       | 9,925    |
| Volteggio              | Eva Rueda                                                      | 9,918    | Karine Boucher                                                        | 9,837    | Silvia Martínez                                                     | 9,793    |
| Parallele asimmetriche | Eva Rueda                                                      | 9,662    | Alicia Fernandez                                                      | 9,937    | Karine Mermet                                                       | 9,875    |
| Trave d'equilibrio     | Eva Rueda                                                      | 9,937    | Karine Mermet                                                         | 9,887    | Silvia Martínez                                                     | 9,793    |

## Medagliere
| Posizione | Paese   |   |   |   | Totale |
| --------- | ------- | - | - | - | ------ |
| 1         | Italia  | 6 | 3 | 4 | 13     |
| 2         | Spagna  | 6 | 2 | 3 | 11     |
| 3         | Francia | 2 | 6 | 4 | 12     |
| 4         | Grecia  | 0 | 2 | 2 | 4      |
| 5         | Marocco | 0 | 1 | 0 | 1      |

## Fonti
- (EN) Risultati Ufficiali in pdf su Cijm.org, su cijm.org.gr. URL consultato l'8 agosto 2011 (archiviato dall'url originale il 9 dicembre 2014).